# Пунга (посёлок)
Пунга — упразднённый посёлок в Березовском районе Ханты-Мансийского автономного округа — Югры России. Входил в состав сельбкого поселения Светлый. Исключён из учётных данных в 1997 году.

## География
Находился на правом берегу реки Пунга, в 3 км к северо-западу от посёлка Светлый.

### Климат
Климат резко континентальный, зима суровая, с сильными ветрами и метелями, продолжающаяся семь месяцев. Лето относительно тёплое, но быстротечное.

## История
В 1964 году в районе посёлка началась разработка Пунгинского газового месторождения. Были проложены строительством магистрального газопровода Пунга-Вуктыл-Ухта; Пунга-Ухта-Грязовец. В 1967 году посёлок был выделен из Игримского сельсовета, он стал центром вновь созданного Пунгинского сельсовета. В том же году южнее посёлка начато строительство нового посёлка Светлый. В 1970 году центр сельсовета перенесен в Светлый с переименованием его в Светленский. По некоторым сведениям посёлок Пунга был ликвидирован в 1978 году. Решение исполкома Светловского сельского совета № 7 от 18.02.1987 г. он был снят с учёта. В 1997 году посёлок был ликвидирован на областном уровне.

## Население
| 1989 |
| ---- |
| 0    |

## Искусство
Посёлок запечатлен на картине А. Бурака «Пунга — посёлок газостроителей».